# 523 أدا
523 Ada كوكب صغير يدور حول الشمس في حزام الكويكبات، ,اكتشف في يناير 1904 من قبل الأمريكي ريمون S. دوغان في هايدلبرغ، ألمانيا،وسمي باسم صديقه Ada Helme.

## وصلات خارجية
- 523 أدا في قاعدة بيانات مختبر الدفع النفاث لأجرام النظام الشمسي الصغيرة

- الاكتشاف · مخطط المدار ·  العناصر المدارية · المعلمات المادية